# Masterrind
Die Masterrind GmbH (Eigenschreibung: MASTERRIND) ist ein Unternehmen, welches sich mit der Rinderzucht, der Zuchtrinder-Vermarktung sowie der künstlichen Besamung beschäftigt.

## Geschichte
Entstanden ist das Unternehmen 2006 aus den Genossenschaften Rinderproduktion Niedersachsen (RPN), Zuchtrindererzeugergemeinschaft Hannover (ZEH) sowie dem Sächsischen Rinderzuchtverband (SRV). Im Jahr 2013 erfolgte dann die Beteiligung der Weser-Ems Union (WEU).

## Standorte, Veranstaltungen und Produkte

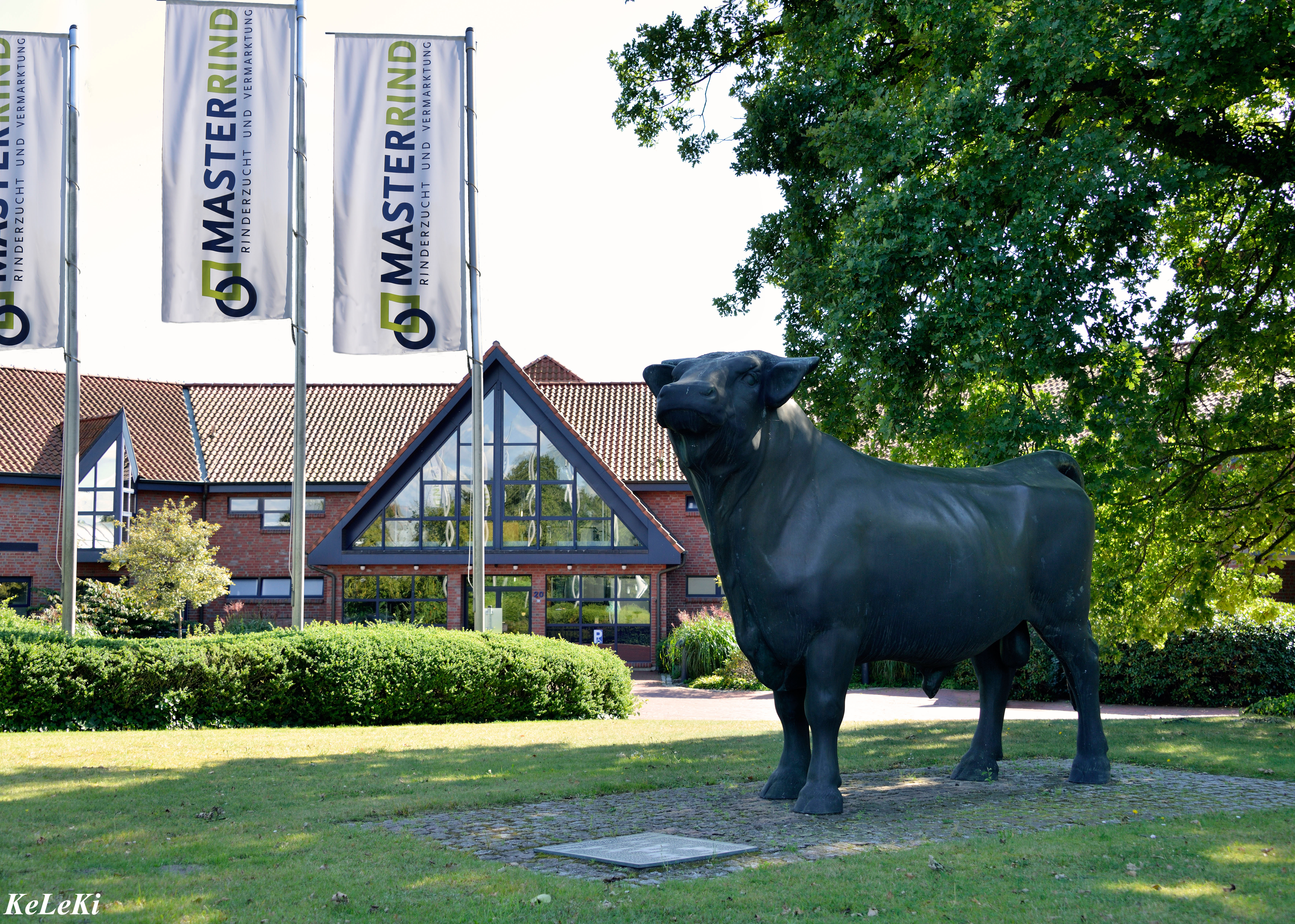
Skulptur am Haupteingang von Masterrind in Verden

Die Masterrind GmbH verfügt über zehn Standorte; der Hauptsitz und somit die größte deutsche Besamungsstation befindet sich in Verden. Ein Regionalzentrum für das Weser-Ems-Gebiet befindet sich in Bad Zwischenahn, das Regionzentrum für Sachsen befindet sich in Meißen. Insgesamt werden über 8.500 Mitgliedsbetriebe von der Masterrind betreut.
Das Unternehmen hat mit ca. 619.000 Herdbuchkühen der Rasse Holstein und fast 11.000 Herdbuchkühen verschiedener Fleischrinderrassen die größte Herdbuchzucht Deutschlands und bezeichnet sich daher als Marktführer von Nutz- und Zuchtrindern im Bereich Holstein-Rind.
Über 50 Zuchtviehauktionen werden von Masterrind jährlich organisiert, dabei werden jeweils bis zu 450 Tiere versteigert.
1.650.000 Besamungen führt Masterrind im Jahr durch. Dabei hat Masterrind rund 700 Vererber im Programm. Jährlich werden ca. 165.000 Tiere vermarktet sowie rund 2.850.000 Portionen Sperma verkauft, wovon ca. 30 Prozent in über 50 Länder exportiert werden. Zudem hat Masterrind diverse Verbrauchsartikel rund um die Milchviehhaltung im Programm.
Darüber hinaus engagiert sich das Unternehmen in der Jungzüchterarbeit und bietet in regelmäßigen Abständen Jungzüchterwettbewerbe für Milchrind-Jungzüchter sowie Fleischrind-Jungzüchter an.

## Belege
1. ↑  Ehrungen und Spitzenforschung bei Masterrind. CDU Kirchlinteln, abgerufen am 2. Februar 2012.
2. ↑  Tierproduzent eröffnet neue Sachsen-Zentrale in Meißen. Sächsische Zeitung, abgerufen am 2. Februar 2012.
3. ↑  topagrar.com zu Gründungsdatum

Koordinaten: 52° 56′ 0,9″ N, 9° 17′ 14,2″ O